# Wuyuan
Wuyuan léase Wu-Yuán (en chino, 婺源县; pinyin, Wùyuán  xiàn) es un condado bajo la administración directa de la Prefectura Shangrao en la provincia de Jiangxi, República Popular China. Su área es 2967 km² y su población total para 2010 superó los 300 mil habitantes.

## Administración
El Condado Wuyuan se divide en 17 pueblos que se administran en 1 subdistrito, 10 poblados y 6 villas.